# Oudhref
Oudhref (arabisch وذرف, DMG Waḏraf) ist eine tunesische Stadt im Gouvernement Gabès mit 9.058 Einwohnern (Stand: 2004).

## Geographie
Etwa 16 Kilometer südöstlich von Oudhref befindet sich die Stadt Gabès. Die Stadt liegt etwa sieben Kilometer weit von der Küste des Golfs von Gabes im Libyschen Meer im östlichen Tunesien entfernt.